# Amphoritheca angustifolia
Amphoritheca angustifolia là một loài Rêu trong họ Funariaceae. Loài này được (Jur. & Milde) A. Jaeger mô tả khoa học đầu tiên năm 1874.